# Großer Preis von Monaco 1961
Der Große Preis von Monaco 1961 (offiziell XIX Grand Prix de Monaco) fand am 14. Mai auf dem Circuit de Monaco in Monte Carlo statt und war das erste Rennen der Automobil-Weltmeisterschaft 1961.

## Bericht

### Hintergrund

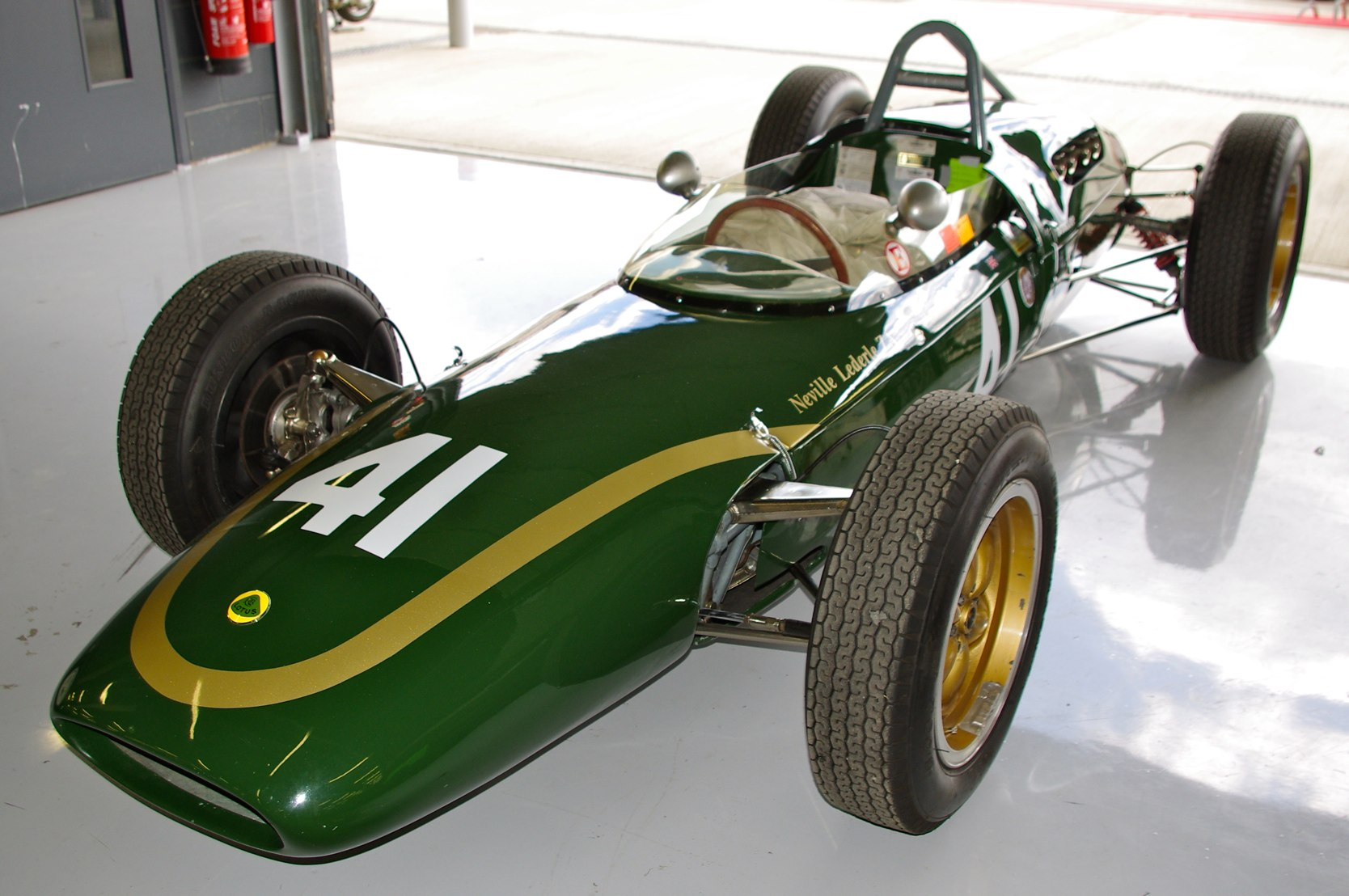
Debütrennen des Lotus 21

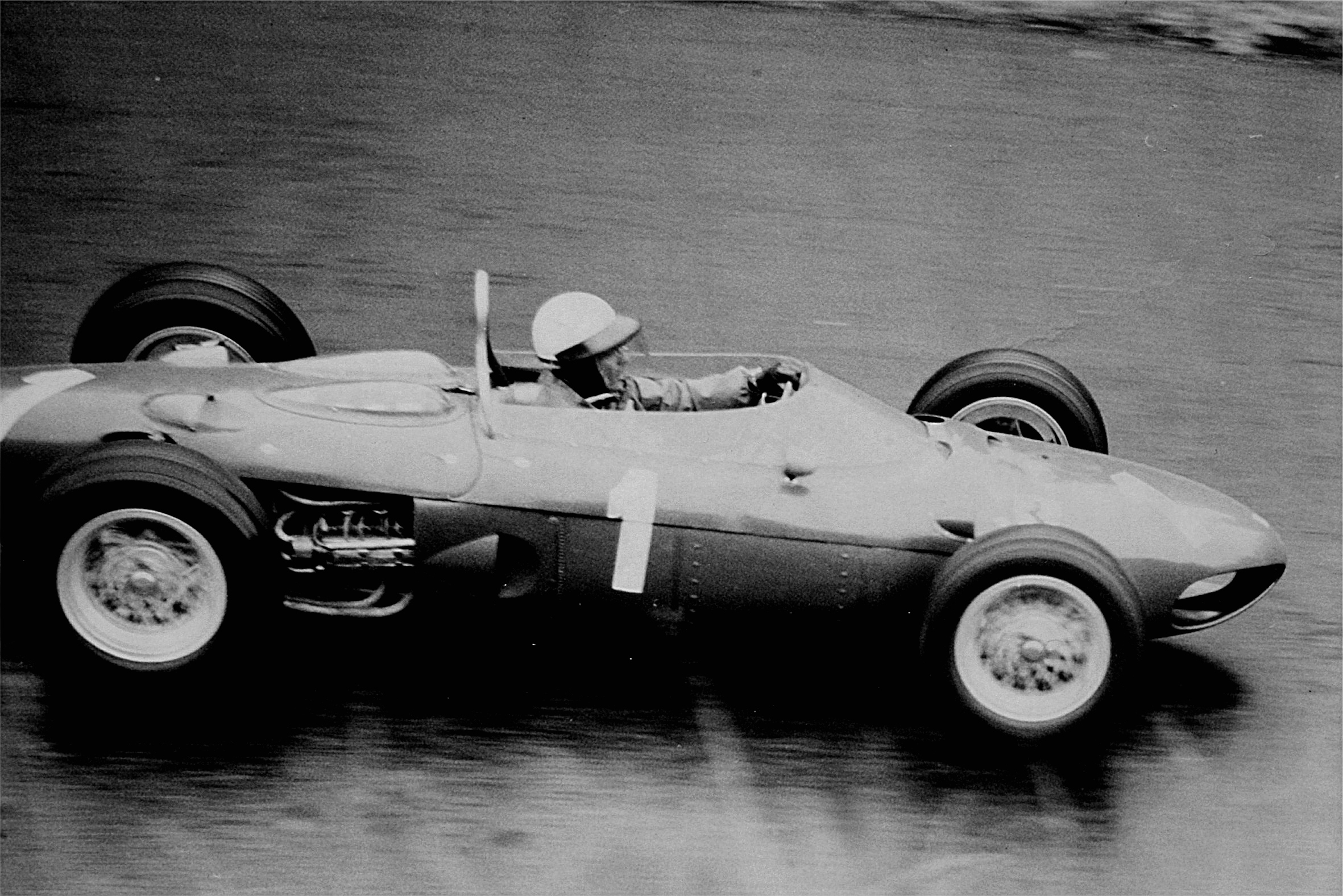
Debütrennen des "Haifischmaul"-Ferrari 156 (Bild von Phil Hill beim Großen Preis von Deutschland 1962)

Mit dem Großen Preis von Monaco 1961 begann eine neue Ära in der Automobilweltmeisterschaft. Denn der Hubraum der Wagen wurde aus Sicherheitsgründen auf 1,5 Liter begrenzt, weil es in der vorherigen Saison und den Jahren zuvor zu vielen tödlichen Unfällen gekommen war. Diese Hubraumbegrenzung hatte bis 1966 Bestand und brachte das endgültige Ende der Frontmotor-Wagen-Ära. Alle Wagen im Feld hatten nun einen Mittelmotor, da auch Ferrari zu diesem Konzept wechselte. Der neue Ferrari 156 debütierte beim Großen Preis von Monaco und wurde mehrere Jahre eingesetzt. Das Chassis des Wagens basierte auf dem Ferrari Dino 246P, allerdings war das Fahrzeug insgesamt kürzer und der Motor tiefer ins Fahrgestell eingebaut. Der Ferrari Dino 246P war der erste Wagen des Teams mit Mittelmotor, wurde jedoch nur bei zwei Rennen zu Testzwecken eingesetzt. Das markanteste Erkennungsmerkmal Ferrari 156 war die Front, die einem „Haifischmaul“ ähnlich war und Fahrzeug diesen Spitznamen gab. Als Motor wählte Ferrari ein V6-Aggregat, das 1961 den Motoren der Konkurrenz überlegen war. Mit Phil Hill und Wolfgang Graf Berghe von Trips behielt das Team die beiden Stammfahrer, zusätzlich wurde Richie Ginther dritter Stammfahrer, der 1960 bereits einige Rennen für Ferrari gefahren war.
B.R.M. baute keinen neuen Wagen für die Saison 1961, sondern fuhr mit einer Weiterentwicklung des BRM P48. Als Motor wurde kein eigenes Aggregat mehr verwendet, sondern der Climax-Motor. Nachdem Jo Bonnier und Dan Gurney das Team verlassen hatten, wurde Tony Brooks neuer Teamkollege von Graham Hill. Auch Lotus brachte seinen neuen Wagen an den Start, den Lotus 21. Der Wagen war eine Zwischenlösung, da die britischen Teams noch auf den unfertigen V8-Climax-Motor warteten, der speziell für das neue Reglement entwickelt wurde. Der Lotus 21 basierte deshalb auf dem Lotus 20, der ursprünglich für die Formel Junior konstruiert worden war, war allerdings nur bedingt für die Automobilweltmeisterschaft geeignet. Weiterhin fuhren Jim Clark und Innes Ireland für Lotus. Auch Cooper änderte nichts an seiner Fahrerpaarung und meldete Jack Brabham sowie Bruce McLaren für den Grand Prix. Der Cooper T55 wurde als Fahrzeug eingesetzt, der Wagen erreichte jedoch nicht mehr die Überlegenheit und Erfolge der Vorgängerversionen.
Da das neue Reglement der Automobilweltmeisterschaft große Ähnlichkeiten mit dem der Formel 2 aufwies, entschied sich Porsche als neues Werksteam, das bereits in den Jahren zuvor bei einzelnen Rennen gemeldet war, zu einer Teilnahme an der gesamten Saison. Aus der Formel 2 übernahm Porsche den Typ 718 als Fahrzeug, gleichzeitig debütierte auch die Weiterentwicklung, der Porsche 787. Bonnier und Gurney wechselten von B.R.M. zu Porsche, außerdem fuhr Hans Herrmann erneut für das Team. Weitere Teams meldeten sich mit privaten Wagen für den Großen Preis von Monaco. Lucien Bianchi und Olivier Gendebien fuhren für die Ecurie Nationale Belge in Wagen des Konstrukteurs Emeryson Cars. Masten Gregory fuhr einen Cooper T53 für Camoradi International, John Surtees ebenfalls einen T53 für das Yeoman Credit Racing Team. Stirling Moss war weiterhin Fahrer für das Rob Walker Racing Team, das sowohl einen T53 als auch einen modifizierten Lotus 18 gemeldet hatte. Moss wählte den Lotus für das Training und das Rennen. Das UDT Laystall Racing Team debütierte in der Automobilweltmeisterschaft und meldete zwei Lotus 18 für Cliff Allison und Henry Taylor. Allison kehrte damit nach langer Verletzungspause zurück. Außerdem startete Maurice Trintignant für die Scuderia Serenissima auf Cooper T51. Michael May debütierte in der Automobilweltmeisterschaft und fuhr für die Scuderia Colonia.
Mit Moss, Trintignant und Brabham nahmen drei ehemalige Sieger am Rennen teil. Trintignant gewann das Rennen vorher zweimal, Moss und Brabham jeweils einmal. Bei den Konstrukteuren war Ferrari zuvor einmal siegreich, Cooper zweimal.
Vor der Saison fanden mehrere nicht zur Automobilweltmeisterschaft zählende Grands Prix statt. Brabham gewann den Großen Preis von Brüssel sowie die Lombank Trophy. Surtees gewann auf Cooper die Glover Trophy, Clark auf Lotus den Grand Prix de Pau und Moss auf Lotus den Großen Preis von Wien.

### Training
Im Training deuteten sich bereits die neuen Kräfteverhältnisse an, die sich im Laufe der Saison bestätigten. Ferrari und Lotus waren die schnellsten Wagen im Feld und machten die ersten drei Startplätze unter sich aus, danach kamen B.R.M. und Cooper. Moss war der schnellste Fahrer im Training und erreichte die letzte Pole-Position seiner Karriere. Ginther sicherte sich Startplatz zwei vor Clark und Graham Hill. Ginthers Teamkollegen starteten von den Positionen fünf und sechs ins Rennen, bester Cooper-Fahrer war McLaren auf Rang sieben. Die ersten zehn wurden von Brooks und den beiden Porsche-Fahrern Bonnier und Gurney vervollständigt. Der amtierende Weltmeister Brabham qualifizierte sich auf Rang 16.
Aus Sicherheitsgründen war das Starterfeld wie in den letzten Jahren auf 16 Fahrzeuge begrenzt. Dies bedeutete, dass sich alle Fahrer für das Rennen qualifizieren mussten, wobei eine neue Regel galt. Jedes Werksteam hatte zwei Plätze in der Startaufstellung sicher, außerdem waren die früheren Gewinner des Rennens automatisch qualifiziert. Dadurch durfte Brabham starten, obwohl seine Trainingszeit nicht für eine Qualifikation gereicht hätte. Des Weiteren schafften es Surtees, Herrmann, May, Allison und Trintignant in die Startaufstellung. Taylor, Gregory, Bianchi und Gendebien qualifizierten sich hingegen nicht.
Das Training wurde von zwei schweren Unfällen überschattet, die beide Lotus-Werksfahrer betraf. Clark verunglückte in der Sainte Devote, blieb unverletzt und nahm nach einer Reparatur des Wagens am Rennen teil. Ireland hatte einen Unfall im Tunnel, wurde aus dem Wagen geworfen und brach sich ein Bein. Deshalb startete er trotz Qualifikation nicht zum Rennen.

### Rennen
Vor dem Rennen ließ Moss einige Seitenteile des Wagens entfernen, um Gewicht zu sparen. Außerdem übergoss er sich zur Kühlung mit Wasser. Das Startduell gewann Ginther überlegen. Allein in den ersten drei Runden fuhr er einen Vorsprung von fünf Sekunden auf die Konkurrenz heraus. Auf Position zwei lag Clark vor Moss und Gurney, dahinter duellierten sich Brooks, Bonnier, Phil Hill und McLaren im Mittelfeld. Brabham gewann am Start vier Positionen und schloss auf Graham Hill, Graf Berghe von Trips und Surtees auf. In den folgenden Runden bekamen sowohl Clark als auch Graham Hill Probleme mit der Kraftstoffpumpe. Graham Hill schied aus, Clark fiel zurück und erreichte am Ende mit elf Runden Rückstand das Ziel.
An der Spitze führte damit Ginther vor Moss, auf Platz drei und vier lagen die beiden Porsche von Bonnier und Gurney. Im veralteten und von der Motorleistung her unterlegenen Lotus 18 verringerte Moss kontinuierlich den Abstand zu Ginther und überholte ihn in Runde 14. Das war möglich, da auf dem Circuit de Monaco die Leistung des Fahrers entscheidender war als die Leistung des Wagens. Auch Bonnier überholte Ginther, anschließend wurde er jedoch von Phil Hill überholt, der sich auf Platz zwei verbesserte. Brabham schied in Runde 38 aus, May folgte vier Runden später. Mit zwölf Wagen kam jedoch ein Großteil der teilnehmenden Fahrzeuge im Ziel an.
In der Schlussphase des Rennens duellierten sich die drei Ferraris um Rang zwei und wechselten beständig untereinander die Positionen. Ginther setzte sich durch und verringerte den Abstand zu Moss. Der Vorsprung des Führenden verringerte sich in jeder Runde, doch am Ende verteidigte Moss Platz eins und erreichte das Ziel mit drei Sekunden Vorsprung auf Ginther. Mit diesem Sieg übernahm Moss die Führung in der Fahrerwertung und Lotus führte in der Konstrukteurswertung. Phil Hill belegte Platz drei, nachdem Graf Berghe von Trips in der letzten Rennrunde verunfallte. Er wurde jedoch noch als Vierter gewertet. Gurney wurde auf Porsche Fünfter, McLaren erzielte auf Rang sechs noch einen Punkt. McLaren hatte fünf Runden Rückstand, was deutlich machte, dass der Cooper kein siegfähiger Wagen mehr war. Siebter wurde Trintignant vor Allison, Herrmann und Clark. Surtees und Bonnier schieden aus, wurden aber noch gewertet, da sie die dafür erforderliche Renndistanz zurückgelegt hatten.
Für Moss war es der dritte und letzte Sieg beim Großen Preis von Monaco, ein Rekord, der 1968 von Graham Hill überboten wurde. 1968 war auch das Jahr, in dem Lotus erneut den Großen Preis von Monaco gewann.

## Meldeliste
| Team                       | Nr. | Fahrer                         | Chassis       | Motor           | Reifen |
| -------------------------- | --- | ------------------------------ | ------------- | --------------- | ------ |
| Porsche System Engineering | 02  | Jo Bonnier                     | Porsche 787   | Porsche 1.5 B4  | D      |
| Porsche System Engineering | 02  | Jo Bonnier                     | Porsche 718   | Porsche 1.5 B4  | D      |
| Porsche System Engineering | 04  | Dan Gurney                     | Porsche 718   | Porsche 1.5 B4  | D      |
| Porsche System Engineering | 06  | Hans Herrmann                  | Porsche 718   | Porsche 1.5 B4  | D      |
| Scuderia Colonia           | 08  | Michael May                    | Lotus 18      | Climax 1.5 L4   | D      |
| Equipe Nationale Belge     | 10  | Lucien Bianchi                 | Emeryson 1001 | Maserati 1.5 L4 | D      |
| Equipe Nationale Belge     | 12  | Olivier Gendebien              | Emeryson 1003 | Maserati 1.5 L4 | D      |
| Camoradi International     | 14  | Masten Gregory                 | Cooper T53    | Climax 1.5 L4   | D      |
| Owen Racing Organisation   | 16  | Tony Brooks                    | BRM P48/57    | Climax 1.5 L4   | D      |
| Owen Racing Organisation   | 18  | Graham Hill                    | BRM P48/57    | Climax 1.5 L4   | D      |
| Rob Walker Racing Team     | 20  | Stirling Moss                  | Lotus 18      | Climax 1.5 L4   | D      |
| Rob Walker Racing Team     | 20  | Stirling Moss                  | Cooper T53    | Climax 1.5 L4   | D      |
| Yeoman Credit Racing Team  | 22  | John Surtees                   | Cooper T53    | Climax 1.5 L4   | D      |
| Cooper Car Company         | 24  | Jack Brabham                   | Cooper T55    | Climax 1.5 L4   | D      |
| Cooper Car Company         | 26  | Bruce McLaren                  | Cooper T55    | Climax 1.5 L4   | D      |
| Team Lotus                 | 28  | Jim Clark                      | Lotus 21      | Climax 1.5 L4   | D      |
| Team Lotus                 | 30  | Innes Ireland                  | Lotus 21      | Climax 1.5 L4   | D      |
| UDT Laystall Racing Team   | 32  | Cliff Allison                  | Lotus 18      | Climax 1.5 L4   | D      |
| UDT Laystall Racing Team   | 34  | Henry Taylor                   | Lotus 18      | Climax 1.5 L4   | D      |
| Scuderia Ferrari SpA SEFAC | 36  | Richie Ginther                 | Ferrari 156   | Ferrari 1.5 V6  | D      |
| Scuderia Ferrari SpA SEFAC | 38  | Phil Hill                      | Ferrari 156   | Ferrari 1.5 V6  | D      |
| Scuderia Ferrari SpA SEFAC | 40  | Wolfgang Graf Berghe von Trips | Ferrari 156   | Ferrari 1.5 V6  | D      |
| Scuderia Serenissima       | 42  | Maurice Trintignant            | Cooper T51    | Maserati 1.5 L4 | D      |

## Klassifikationen

### Startaufstellung
| Pos. | Fahrer                         | Konstrukteur      | Zeit   | Ø-Geschwindigkeit | Start |
| ---- | ------------------------------ | ----------------- | ------ | ----------------- | ----- |
| 01   | Stirling Moss                  | Lotus-Climax      | 1:39,1 | 114,25 km/h       | 01    |
| 02   | Richie Ginther                 | Ferrari           | 1:39,3 | 114,02 km/h       | 02    |
| 03   | Jim Clark                      | Lotus-Climax      | 1:39,6 | 113,67 km/h       | 03    |
| 04   | Graham Hill                    | B.R.M.-Climax     | 1:39,6 | 113,67 km/h       | 04    |
| 05   | Phil Hill                      | Ferrari           | 1:39,8 | 113,45 km/h       | 05    |
| 06   | Wolfgang Graf Berghe von Trips | Ferrari           | 1:39,8 | 113,45 km/h       | 06    |
| 07   | Bruce McLaren                  | Cooper-Climax     | 1:39,8 | 113,45 km/h       | 07    |
| 08   | Tony Brooks                    | B.R.M.-Climax     | 1:40,1 | 113,11 km/h       | 08    |
| 09   | Jo Bonnier                     | Porsche           | 1:40,3 | 112,88 km/h       | 09    |
| 10   | Dan Gurney                     | Porsche           | 1:40,6 | 112,54 km/h       | 10    |
| 11   | John Surtees                   | Cooper-Climax     | 1:41,1 | 111,99 km/h       | 11    |
| 12   | Hans Herrmann                  | Porsche           | 1:41,1 | 111,99 km/h       | 12    |
| 13   | Michael May                    | Lotus-Climax      | 1:42,0 | 111,00 km/h       | 13    |
| 14   | Cliff Allison                  | Lotus-Climax      | 1:42,3 | 110,67 km/h       | 14    |
| 15   | Maurice Trintignant            | Cooper-Maserati   | 1:42,4 | 110,57 km/h       | 15    |
| 16   | Jack Brabham                   | Cooper-Climax     | 1:44,0 | 108,87 km/h       | 16    |
| DNQ  | Henry Taylor                   | Lotus-Climax      | 1:42,6 | 110,35 km/h       | –     |
| DNQ  | Masten Gregory                 | Cooper-Climax     | 1:42,7 | 110,24 km/h       | –     |
| DNQ  | Lucien Bianchi                 | Emeryson-Maserati | 1:42,9 | 110,03 km/h       | –     |
| DNQ  | Olivier Gendebien              | Emeryson-Maserati | 1:43,7 | 109,18 km/h       | –     |

### Rennen
| Pos. | Fahrer                         | Konstrukteur    | Runden | Stopps | Zeit        | Start | Schnellste Runde |
| ---- | ------------------------------ | --------------- | ------ | ------ | ----------- | ----- | ---------------- |
| 01   | Stirling Moss                  | Lotus-Climax    | 100    |        | 2:45:50,1   | 01    | 1:36,3 (85.)     |
| 02   | Richie Ginther                 | Ferrari         | 100    |        | + 3,6       | 02    | 1:36,3 (84.)     |
| 03   | Phil Hill                      | Ferrari         | 100    |        | + 41,3      | 05    | 1:37,6           |
| 04   | Wolfgang Graf Berghe von Trips | Ferrari         | 98     |        | + 2 Runden  | 06    | 1:38,9           |
| 05   | Dan Gurney                     | Porsche         | 98     |        | + 2 Runden  | 10    | 1:40,0           |
| 06   | Bruce McLaren                  | Cooper-Climax   | 95     |        | + 5 Runden  | 07    | 1:38,3           |
| 07   | Maurice Trintignant            | Cooper-Maserati | 95     |        | + 5 Runden  | 15    | 1:43,0           |
| 08   | Cliff Allison                  | Lotus-Climax    | 93     |        | + 7 Runden  | 14    | 1:43,2           |
| 09   | Hans Herrmann                  | Porsche         | 91     |        | + 9 Runden  | 12    | 1:41,3           |
| 10   | Jim Clark                      | Lotus-Climax    | 89     |        | + 11 Runden | 03    | 1:39,4           |
| 11   | John Surtees                   | Cooper-Climax   | 68     |        | DNF         | 11    | 1:37,1           |
| 12   | Jo Bonnier                     | Porsche         | 59     |        | DNF         | 09    | 1:38,6           |
| 13   | Tony Brooks                    | B.R.M.-Climax   | 54     |        | DNF         | 08    | 1:40,5           |
| –    | Michael May                    | Lotus-Climax    | 42     |        | DNF         | 13    | 1:45,1           |
| –    | Jack Brabham                   | Cooper-Climax   | 38     |        | DNF         | 16    | 1:41,6           |
| –    | Graham Hill                    | B.R.M.-Climax   | 11     |        | DNF         | 04    | 1:42,1           |
| DNS  | Innes Ireland                  | Lotus-Climax    | –      | –      | –           | –     | –                |

## WM-Stände nach dem Rennen
Die ersten sechs des Rennens bekamen 9, 6, 4, 3, 2, 1 Punkte. Es zählten nur die fünf besten Ergebnisse aus acht Rennen. In der Konstrukteurswertung bekamen die ersten sechs des Rennens 8, 6, 4, 3, 2, 1 Punkte, es zählten dabei nur die Punkte des bestplatzierten Fahrers eines Teams.

### Fahrerwertung
| Pos. | Fahrer                         | Konstrukteur    | Punkte |
| ---- | ------------------------------ | --------------- | ------ |
| 01   | Stirling Moss                  | Lotus-Climax    | 9      |
| 02   | Richie Ginther                 | Ferrari         | 6      |
| 03   | Phil Hill                      | Ferrari         | 4      |
| 04   | Wolfgang Graf Berghe von Trips | Ferrari         | 3      |
| 05   | Dan Gurney                     | Porsche         | 2      |
| 06   | Bruce McLaren                  | Cooper-Climax   | 1      |
| 07   | Maurice Trintignant            | Cooper-Maserati | 0      |
| 08   | Cliff Allison                  | Lotus-Climax    | 0      |

| Pos. | Fahrer        | Konstrukteur  | Punkte |
| ---- | ------------- | ------------- | ------ |
| 09   | Hans Herrmann | Porsche       | 0      |
| 10   | Jim Clark     | Lotus-Climax  | 0      |
| 11   | John Surtees  | Cooper-Climax | 0      |
| 12   | Jo Bonnier    | Porsche       | 0      |
| 13   | Tony Brooks   | B.R.M.-Climax | 0      |
| –    | Michael May   | Lotus-Climax  | 0      |
| –    | Jack Brabham  | Cooper-Climax | 0      |
| –    | Graham Hill   | B.R.M.-Climax | 0      |

### Konstrukteurswertung
| Pos. | Konstrukteur    | Punkte |
| ---- | --------------- | ------ |
| 01   | Lotus-Climax    | 8      |
| 02   | Ferrari         | 6      |
| 03   | Porsche         | 2      |
| 04   | Cooper-Climax   | 1      |
| –    | Cooper-Maserati | 0      |
| –    | B.R.M.-Climax   | 0      |